# Al Grey
Al Grey (Aldie (Virginia), 6 juni 1925 - Phoenix (Arizona), 24 maart 2000) was een van de belangrijkste jazztrombonisten van de 20ste eeuw. Hij is vooral bekend door zijn werk als lid van het orkest van Count Basie. Grey was een meester in het gebruik van de demper.

## Biografie
Al Grey groeide op in Pottstown, Pennsylvania. Tijdens de Tweede Wereldoorlog diende hij in de Amerikaanse marine waar hij trombone begon te spelen. Na zijn diensttijd werd hij lid van de band van Benny Carter, later versterkte hij de trombone-sectie van het orkest van Lionel Hampton.
Na wat soloactiviteiten sloot Grey zich in 1956 aan bij de bigband van trompettist Dizzy Gillespie. In oktober 1957 had bandleider Count Basie een trombonist nodig voor zijn Europese toer en nam Grey aan. Grey werkte een aantal jaren voor Basie en is op veel opnames als solist te horen, waaronder enkele albums waarop Basie's orkest Ella Fitzgerald en Frank Sinatra begeleidt. Na 1961 werkte Grey nog maar sporadisch met de bigbandleider..
Hij leidde zijn eigen groepen en werkte samen met jazzmusici als Herbie Hancock, Quincy Jones en zelfs Ray Charles. Hij werkte met collega-trombonisten als John Gordon samen in trombone-groepen als Trombones Incorporated en Trombone Summit. Al Grey toerde veel en was regelmatig te gast op jazzfestivals en in clubs in Europa. Hij had een groot gevoel voor humor en was geliefd bij het puliek.
Grey speelde mee op talloze albums, waaronder platen van Sammy Davis jr., Oscar Pettiford, Lee Morgan, Sarah Vaughan, Chris Connor, Melba Liston, Tony Bennett, Jon Hendricks, Pony Poindexter, Louis Armstrong, Teddy Wilson, Buddy Tate, Dave Grusin, Frank Wess, Milt Hinton, Clark Terry en Joe Williams. Zijn trombone is ook te horen op de soundtrack voor The Color Purple.

## Stijl
Al Grey's spel was aanvankelijk geïnspireerd door Trummy Young. Hij ontwikkelde gaandeweg een wild, krachtig en vol geluid. Zijn soli bestonden vaak uit korte frasen met een precies getimede syncopatie. Als hij de demper gebruikte was zijn geluid zacht en reageerde hij op de 'lead voice' (te horen in bijvoorbeeld zijn samenspel met Bing Crosby's zang in de nummers "Gonna Build a Mountain" en "Put Your Hand in the Hand" op het album "Bing 'n' Basie" uit 1972).

## Discografie

### Als leider (selectie)
- The Last of the Big Plungers (Argo 1960)
- The Thinking Man's Trombone (Argo, 1961)
- The Al Grey/Billy Mitchell Sextet (Argo, 1961)
- Snap Your Fingers (Argo, 1962)
- Having a Ball (Argo, 1963)
- Night Song (Argo, 1963)
- Boss Bone (Argo, 1964)
- Shades of Grey (Tangerine, 1965)
- Key Bone (Black & Blue, 1972)
- Grey's Mood (Black & Blue, 1975)
- Struttin' and Shoutin'  (Columbia, 1976)
- Featuring Arnett Cobb and Jimmy Forrest (Black & Blue, 1977)
- Live at Rick's (met Jimmy Forrest) (Aviva Records, 1978)
- Truly Wonderful (Vintage Jazz, 1978)
- Night Train Revisited (Storyville, 1978 [1999])
- Get It Together (met Tony Coe) (Pizza Express, 1979
- O.D. (Out 'Dere) (Grey Forrest, 1980)
- Things Are Getting Better All the Time (Pablo, 1983)
- Al Grey and Jesper Thilo Quintet (SLP, 1986)
- The New Al Grey Quintet (Chiaroscuro, 1988)
- Al Meets Bjarne (Gemini, 1988)
- Christmas Stockin' Stuffer (Capri, 1990)
- Fab (Capri, 1990)
- Live at the Floating Jazz Festival (Chiaroscuro, 1990)
- Me N' Jack (Pullen, 1995)
- Matzoh and Grits (Arbors, 1996)
- Echoes of New Orleans (Progressive, 1998)

### Als 'sideman'
Met Count Basie
- The Atomic Mr. Basie (Roulette, 1957) ook bekend als Basie and E=MC2
- Basie Plays Hefti (Roulette, 1958)
- Sing Along with Basie (Roulette, 1958) - met Joe Williams en Lambert, Hendricks & Ross
- Basie One More Time (Roulette, 1959)
- Breakfast Dance and Barbecue (Roulette, 1959)
- Everyday I Have the Blues (Roulette, 1959)
- Dance Along with Basie (Roulette, 1959)
- String Along with Basie (Roulette, 1960)
- Not Now, I'll Tell You When (Roulette, 1960)
- The Count Basie Story (Roulette, 1960)
- Kansas City Suite (Roulette, 1960)
- Back with Basie (Roulette, 1962)
- Pop Goes the Basie (Reprise, 1965)
- Basie Meets Bond (United Artists, 1966)
- Live at the Sands (Before Frank) (Reprise, 1966 [1998])
- Sinatra at the Sands (Reprise, 1966) met Frank Sinatra
- Basie's Beatle Bag (Verve, 1966)
- Basie Swingin' Voices Singin' (ABC-Paramount, 1966)
- Basie's Beat (Verve, 1967)
- Basie Have a Nice Day (Daybreak, 1971)
- The Basie Big Band (1975)
- Basie Montreux '77 (Pablo, 1977)

Met Ray Bryant
- Madison Time (Columbia, 1960)

Met Dizzy Gillespie
- Dizzy in Greece (Verve, 1957)
- Birks' Works (Verve, 1957)
- Dizzy Gillespie at Newport (Verve, 1957)
- I Needs to be Bee'd with (met Basie, 1958)

Met Johnny Hodges
- 3 Shades of Blue (Flying Dutchman, 1970)

Met Melba Liston
- Melba Liston and Her 'Bones (1958)

Met Joe Newman
- Counting Five in Sweden (Metronome, 1958)

Met Oscar Pettiford
- The Oscar Pettiford Orchestra in Hi-Fi Volume Two (ABC-Paramount, 1957)

Met Pony Poindexter
- Gumbo! (Prestige, 1963) with Booker Ervin

Met Randy Weston
- Tanjah (Polydor, 1973)